# Üllői út
Üllői út est une voie pénétrante reliant le centre-ville de Budapest à la Route principale 4 menant à Üllő d'où elle tire son nom. Dans son extrémité nord-ouest, la route part de Kálvin tér, sépare les 8e et 9e arrondissements, puis les 9e/19e et 10e et enfin traverse le 18e.
La ligne   du métro de Budapest compte sept stations sur cet axe, entre Kálvin tér et Határ út.
On y trouve notamment le Musée hongrois des Arts décoratifs et l'Aéroport international de Budapest-Ferenc Liszt.